# آمادو گوارا
آمادو گوارا (اسپانیایی: Amado Guevara‎؛ زاده ۲ مهٔ ۱۹۷۶) یک بازیکن فوتبال اهل هندوراس است.
وی همچنین در تیم ملی فوتبال هندوراس بازی کرده‌است.